# Liste der Monuments historiques in Précy-sur-Marne
Die Liste der Monuments historiques in Précy-sur-Marne führt die Monuments historiques in der französischen Gemeinde Précy-sur-Marne auf.

## Liste der Objekte
| Bezeichnung | Beschreibung          | Standort                               | Kennzeichnung | Schutzstatus | Datum | Bild |
| ----------- | --------------------- | -------------------------------------- | ------------- | ------------ | ----- | ---- |
| Glocke      | Bronze, 1545 gegossen | in der Kirche St-Pierre-St-Paul (Lage) | PM77001372    | Classé       | 1942  |      |